# Art And Animation studio
Art And Animation studio (AAA studio) je české filmové studio produkující animované filmy, které bylo založeno v roce 1990 jako jedno z prvních soukromých studií v Česku.
Studio založili manželé Dagmar Doubková a Jan Sarkandr Tománek, dlouholetí tvůrci autorských animovaných filmů, za něž získali ceny na filmových festivalech v Chicagu, Hirošimě, Bilbau či Moskvě. V roce 2005 se změnila právní forma studia ze sdružení fyzických osob na společnost s ručením omezeným, kterou založil jejich syn režisér a výtvarník Jan Tománek, který ve studiu v roce 2008 a 2012 natočil české 3D animované filmy Kozí příběh – pověsti staré Prahy a Kozí příběh se sýrem.  
Pro potřeby celovečerního filmu Kozí příběh se sýrem vyvinulo studio renderovací program FurryBall, který zakoupila i filmová studia v Hollywoodu či výrobci počítačových her. Za více než 20 let existence studia bylo ve studiu vytvořena řada animovaných seriálů a samostatných filmů.  
Filmy a některé seriály AAA studia jsou k vidění na Youtube na jejich oficiálním kanálu v mnoha jazykových mutacích. 
Od roku 2022 firma začala vydávat i knihy.

## Filmy a seriály
| Rok  | Titul                                                             |
| ---- | ----------------------------------------------------------------- |
| 2013 | To si piš, je to myš! (TV seriál)                                 |
| 2012 | Kozí příběh se sýrem – celovečerní 3D animovaný film              |
| 2008 | Kozí příběh – pověsti staré Prahy – celovečerní 3D animovaný film |
| 2006 | Hajadla (TV seriál)                                               |
| 1999 | Dobrodružství pod vrbami (TV seriál)                              |
| 1998 | Kamarádi pana Semtamťuka (TV seriál)                              |
| 1993 | Balabánci (TV seriál)                                             |
| 1989 | Medvěd 09 (TV seriál)                                             |

## Galerie plakátů filmů

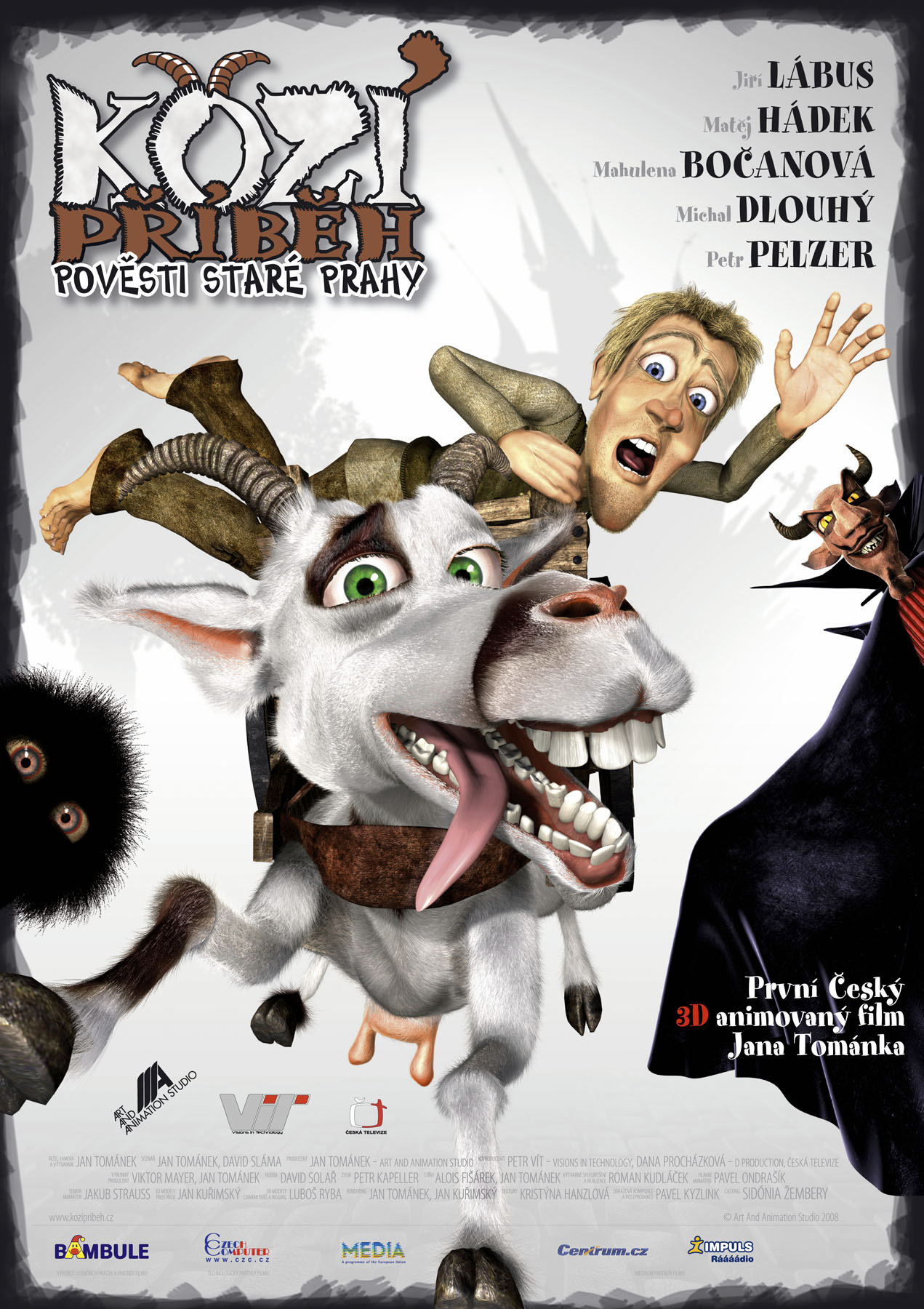
Kozí příběh – Pověsti staré Prahy
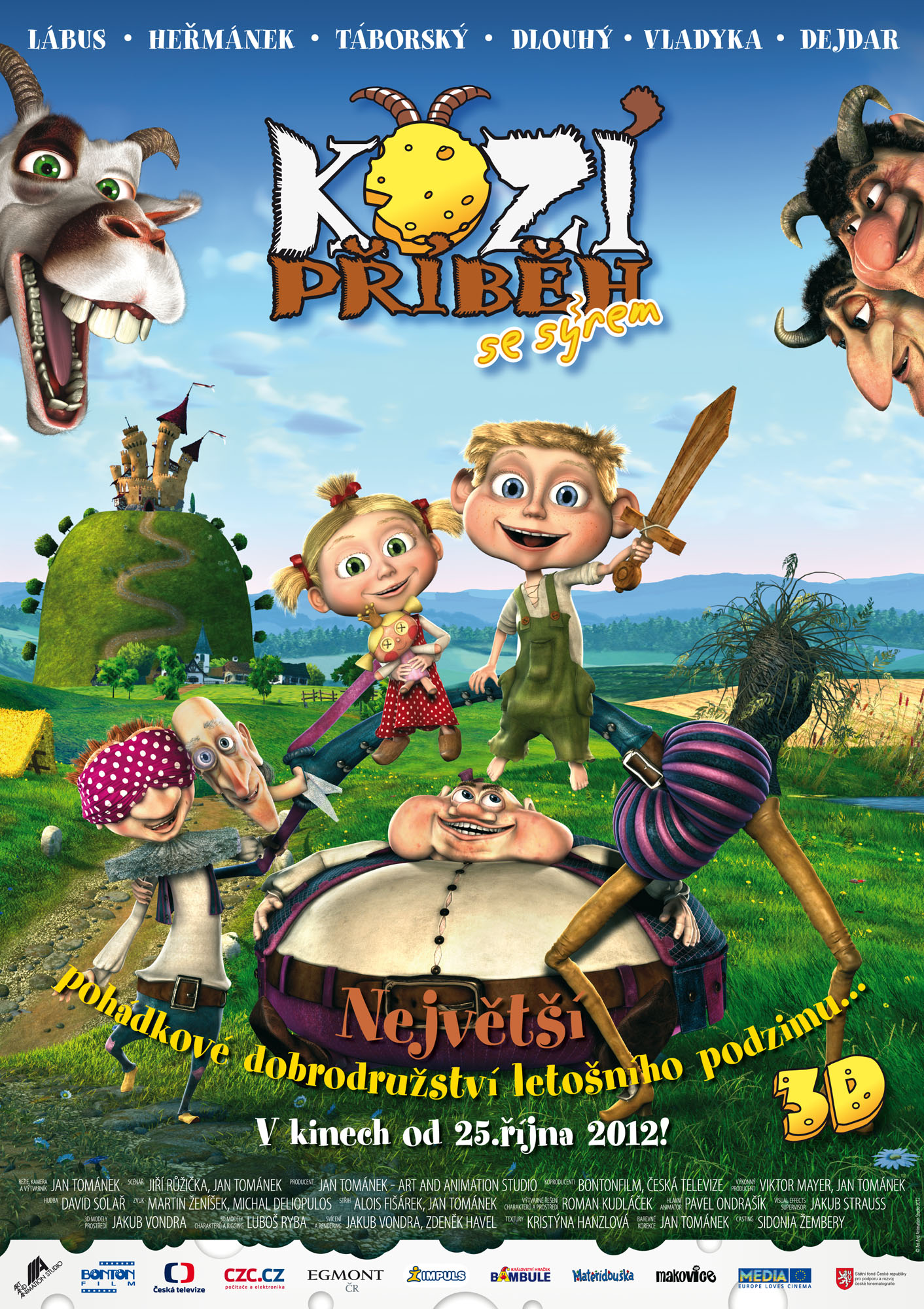
Kozí příběh se sýrem
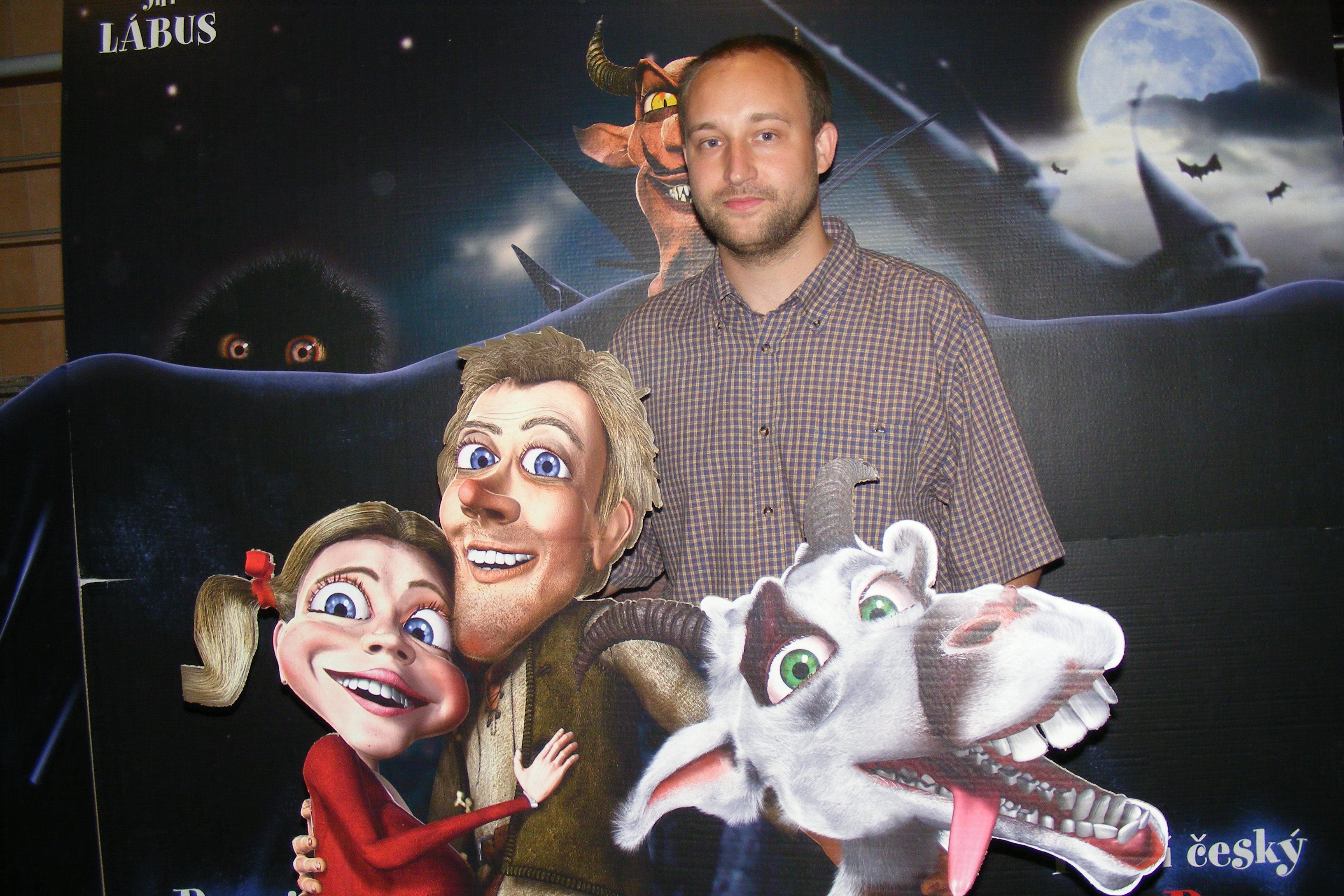
Jan Tománek – majitel a režisér filmů

## Knihy
- Válka se stromy (2022) – Hořce parodické podobenství o současném světě, který se stále více a více vymyká z kloubů. ISBN 9788011015268
- Průvodce králičí norou (2023) – Třicet tři snadno srozumitelných kapitol zásadních souvislostí o době, ve které žijeme. ISBN 9788090899001
- Kozí příběh – pověsti staré Prahy a Kozí příběh se sýrem (2023) - Knihy podle animovaného filmu. ISBN 9788090899025 a ISBN 9788090899032
- Začít u sebe (2025) – Pokračování Průvodce králičí norou – tam, kde předchozí kniha položila otázky, se tato snaží hledat odpovědi.  ISBN  9788090899018